# La Chapelle-en-Juger
La Chapelle-en-Juger település Franciaországban, Manche megyében. Lakosainak száma 658 fő (2018. január 1.). La Chapelle-en-Juger Les Champs-de-Losque, Amigny, Thèreval, Le Hommet-d’Arthenay, Marigny-le-Lozon, Le Mesnil-Amey, Le Mesnil-Eury és Montreuil-sur-Lozon községekkel határos.

## Népesség
A település népességének változása:
| Lakosok száma | 576  | 514  | 445  | 592  | 625  | 659  | 654  | 640  | 662  | 658  |
|               | 1962 | 1968 | 1982 | 1990 | 1999 | 2008 | 2011 | 2013 | 2017 | 2018 |